# 串串房
串串房（又称：陷阱房、贩子房；“串串”本是重庆话，有掮客、经纪人的含义），是指被廉价装修过的房屋。这些房子通常前身为毛胚房或者老房子，被中介、房东、炒房客等群体低价收购后用低廉的成本进行装修，再将房子以精装房的形式高价卖出或出租。串串房会使用劣质的装修材料及家具，并且会在装修后很短的时间内就进行出租、出售；因此，屋内会有超标的甲醛等有害物质，导致人们出现喉咙痛、脱发、鼻塞、失眠、头痛等症状，严重者还可能罹患白血病。

## 相关法律

### 中国大陆
- 依据《中华人民共和国民法典》第七百三十一条，租赁物危及承租人安全或者健康的，即使承租人订立合同时明知该租赁物质量不合格，承租人仍然可以随时解除合同[4]。

- 依据《室内空气质量标准》（GB/T18883-2022），住宅、办公建筑物内的甲醛含量不得超过0.08mg/m³[5]。